# Свами
Сва́ми (санскр. स्वामी; хинди svāmī —  "учитель, господин, князь") — отшельник или йогин, получивший посвящение в религиозном монашеском ордене; почётный титул в индуизме. Обращение используется как к мужчинам, так и к женщинам.
Происходит из санскрита и означает «владеющий собой» или «свободный от чувств». Обращением подчёркивается мастерство йога, посвящение себя Богу или духовному наставнику (гуру). В бенгальском языке имеет дополнительное к описанному значение — «муж».